# Frans-Willem van Gils
Franciscus Willem (Frans-Willem) van Gils (28 juni 1967) is een Nederlands voormalig politiek bestuurder. Hij was van 1 april 2006 tot 27 januari 2010 burgemeester van de gemeente Huizen. Hij is lid van de Volkspartij voor Vrijheid en Democratie (VVD).

## Loopbaan
Na zijn niet afgeronde studie rechten is hij tijdens zijn maatschappelijke loopbaan werkzaam geweest bij Yamaha Music Benelux als performing artist, bij het ministerie van Binnenlandse Zaken en Koninkrijksrelaties als beleidsmedewerker voor Integratievraagstukken en het Informatiebeleid Openbare Sector binnen het Directoraat-generaal Openbaar Bestuur en als docent maatschappijleer op de Haagse Aloysius College.
Van Gils was van 1994 tot 2002 lid van de gemeenteraad in Zoetermeer namens de VVD. Tijdens die periode was hij van 1999 tot 2002 ook lid van de Provinciale Staten van Zuid-Holland. In 2002 werd hij wethouder in Zoetermeer. Tevens was hij in deze periode voorzitter van het landelijke VVD-wethoudersplatform.
Op 1 april 2006 werd Van Gils benoemd als burgemeester van de gemeente Huizen. Na een periode waarin er spanningen waren in het college en er onvrede was over het functioneren van Van Gils, besloot Van Gils in overleg met de gemeente en gemeenteraad dat hij per 1 april 2010 zou vertrekken.
Nadat er discussie ontstond over zijn vertrekregeling, besloot Van Gils in januari 2010 om per direct zijn functie neer te leggen.